# Fossbankin
Fossbankin  var en færøsk privatejet bank, som blev stiftet i 1986 i de økonomiske gode tider på Færøerne af familien Foss. Banken gik konkurs i 1991 under den færøske finanskrise. Banken havde én filial i den færøske hovedstad Tórshavn.